# 阮福綿寮
阮福綿寮（越南语：／，1824年8月23日—1881年5月），越南阮朝明命帝第二十九子，生母宮人黎氏祥。
明命五年七月二十九日（1824年8月23日），阮福綿寮在順化皇城出生。年少聰明好學，博通墳典。紹治三年（1843年）正月，受封為葵州郡公（越南语：／）。嗣德七年（1854年）二月，阮福綿寮隨嗣德帝前往太學視察，奉命作《應制視學歌》八章，得到嗣德帝嘉獎，命收入《御製辟雍賡歌會集》。嗣德三十四年（1881年），阮福綿寮去世，壽五十八歲，賜諡恭亮。葬於承天府香水縣安舊總安舊社，同時在安舊社建祠祭祀。

## 子女
阮福綿寮有5子9女。後裔按御賜邑字部起名。
- 二子阮福洪郅，初襲封畿外侯，同慶元年（1886年）任光祿寺少卿，成泰元年（1889年）任廣寧同知府。
- 子阮福洪郙，因盜掘皇族陵寢被剝奪尊室身份。
- 女阮氏綠萼，嫁清化省率隊阮科祐[3]。